# سلوقس الأول

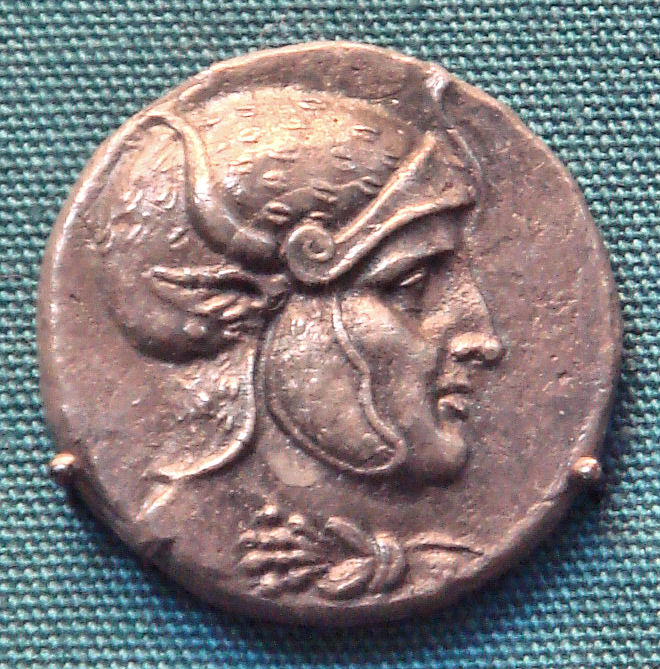
نقد يحمل صورة سلوقس الأول المنصور (نيكاتور)

سلوقس الأول نيكاتور أو سلقيس الأول (358-281 قبل الميلاد، «المنصور») (باليونانية القديمة:Σέλευκος Νικάτωρ) هو ملك يوناني مقدوني كان ضابطًا وخليفة (من ملوك طوائف الإسكندر) للإسكندر الأكبر. كان سلوقس مؤسس الإمبراطورية المسماة بالسلوقية. في الصراعات على السلطة التي تلت وفاة الإسكندر، تحول سلوقس من كونه لاعبًا ثانويًا إلى حاكمًا كاملًا لآسية الصغرى، والشام، والعراق، والجزيرة، وفارس ليحصل في النهاية على لقب باسِليوس (الملك). كانت الدولة التي أسسها على هذه الأراضي، أي الإمبراطورية السلوقية، واحدة من القوى العظمى في العصر الهلنستي، حتى غلبتها الدولة الرومية والدولة الأشكانية في أواخر القرن الثاني وأوائل القرن الأول قبل الميلاد.
بعد وفاة الإسكندر في يونيو عام 323 قبل الميلاد، دعم سلوقس في البداية بيرديكاس، الوصي على إمبراطورية الإسكندر، وتم تعيينه زعيمًا لنخبة الفرسان (نخبة الرفاق) وقائدًا ألفيًا بعد اتفاقية قسمة بابل في عام 323 قبل الميلاد. من ناحية ثانية، بعد اندلاع حروب ملوك طوائف الإسكندر في عام 322، أدى فشل بيرديكاس العسكري ضد بطليموس في مصر إلى تمرد قواته في مدينة الفرما. تمت خيانة بيرديكاس واغتيل في مؤامرة حاكها سلوقس وبيثون وأنتيجينس في الفرما في وقت ما إما في عام 321 أو 320 قبل الميلاد. عند عقد اتفاقية تقسيم تريباراديسوس في عام 321 قبل الميلاد، تم تعيين سلوقس ساتراب بابل في عهد الوصي الجديد أنتيباتر. لكن سرعان ما استؤنفت الحروب بين ملوك طوائف الإسكندر، وأجبر واحد من أكثرهم قوة وهو أنتيغونوس، سلوقس على الفرار من بابل. لم يتمكن سلوقس من العودة إلى بابل حتى عام 312 قبل الميلاد بدعم من بطليموس. منذ عام 312 قبل الميلاد، وسع سلوقس سيطرته بلا رحمة وغزا في النهاية الأراضي الفارسية والميدية. لم يحكم سلوقس بابل فقط، بل حكم أيضًا الجزء الشرقي الضخم من إمبراطورية الإسكندر.
أرسل سلوقس طلبًا إلى المرازبة السابقين في غاندرارا وشرق الهند. لكن تشاندراغبت موريا اعترض على هذه المساعي، مما أدى لاندلاع الحرب السلوقية الماورية (305-303 قبل الميلاد). تم حل النزاع في نهاية المطاف من خلال معاهدة أدت إلى ضم إمبراطورية موريا للساترابات الشرقيين. إضافة إلى ذلك، تم تشكيل تحالف زواج من خلال زواج تشاندراغوبتا من إحدى بنات سلوقس، وذلك وفقًا لسترابو وأبيان. علاوة على ذلك، تلقت إمبراطورية سلوقس قوة عسكرية كبيرة مؤلفة من 500 فيل حربي مع فيّاليها، مما لعب دورًا حاسمًا ضد أنتيغونوس في معركة إبسوس عام 301 قبل الميلاد. في عام 281 قبل الميلاد، هزم أيضًا ليسيماخوس في معركة كوروبيديوم، ليضيف بذلك آسيا الصغرى إلى إمبراطوريته.
جعلت انتصارات سلوقس ضد أنتيغونوس وليسيماخوس سلالة سلوقس بدون معارضين تقريبًا بين ملوك طوائف الإسكندر. من ناحية ثانية، كان سلوقس يطمح أيضًا للسيطرة على أقاليم ليسيماخوس الأوروبية، بشكل أساسي تراقيا ومقدونيا بالذات. لكن عند الوصول إلى تراقيا عام 281 قبل الميلاد تم اغتيال سلوقس على يد بطليموس كيراونوس، الذي كان قد طلب اللجوء في البلاط السلوقي مع شقيقته ليساندرا. دمر اغتيال سلوقس فرص السلوقية في تراقيا ومقدونيا، ومهد الطريق لبطليموس كيراونوس للاستحواذ على جزء كبير من نفوذ ليسيماخوس السابق في مقدونيا. خلف سلوقس ابنه أنطيوخوس الأول حاكمًا للإمبراطورية السلوقية.
أسس سلوقس عددًا من المدن الجديدة خلال فترة حكمه، بما في ذلك أنطاكية (300 قبل الميلاد)، الرها وسلوقية على نهر دجلة (305 قبل الميلاد)، وكان ذلك الأساس الذي أدى إلى إخلاء بابل من سكانها.

## شبابه وعائلته
كان سلوقس ابن أنطيوخوس. يدعي المؤرخ جونيانوس يوستينوس أن أنطيوخوس كان أحد جنرالات فيليب الثاني المقدونيين، لكن ليس هناك أي ذكر لهذا الجنرال في أي مصادر أخرى، ولا يوجد في مسيرته أي شي في عهد فيليب. من المحتمل أن أنطوخيوس كان فردًا من عائلة نبيلة من مقدونيا العليا. من المفترض أن والدة سلوقس كان تدعى لاوديس، لكن لا شيء آخر معروف عنها. سمى سلوقس لاحقًا عددًا من المدن تيمنًا بوالديه. ولد سلوقس في أوروبوس، الواقعة في الجزء الشمالي من مقدونيا. اجتاح البايونيون المنطقة قبل عام واحد فقط من ولادته (إذا كان العام 358 قبل الميلاد مقبولًا باعتباره التاريخ الأرجح). هزم فيليب الغزاة وبعد عدة سنوات أخضعهم للحكم المقدوني. سنة ولادة سلوقس غير واضحة. يقول جاستن أنه كان في سن السابعة والسبعين خلال معركة كوروبيديوم، مما يجعل سنة ميلاده هي 358 قبل الميلاد. يخبرنا أبيانوس أن سلوقس كان في سن الثالثة والسبعين خلال المعركة، مما يعني أن العام 354 قبل الميلاد هو عام ولادته. يذكر أوسابيوس القيصري سن الخامسة والسبعين، وبالتالي العام 356 قبل الميلاد، مما يجعل سلوقس من نفس عمر الإسكندر الأكبر. هذه على الأرجح دعاية حول دور سلوقس لجعله يبدو مشابهًا للإسكندر.
عندما كان سلوقس مراهقًا، تم اختياره ليعمل وصيفًا للملك. كان من المعتاد أن يخدم جميع الذكور من سلالة العائلات النبيلة في هذا المنصب أولًا ومن ثم كضباط لاحقًا في جيش الملك.
كانت تروى العديد من الأساطير عن سلوقس، مشابهة لتلك المحكية عن الإسكندر الأكبر. قيل إن أنطيوخوس أخبر ابنه، قبل أن يغادر لقتال الفرس مع الإسكندر، بأن والده الحقيقي كان في الواقع الإله أبولو. كان الإله قد ترك خاتمًا مع صورة لمرساة كهدية للاوديس. كان لدى سلوقس وحمة على شكل مرساة. قيل إن أبناء سلوقس وأحفاده كان لديهم أيضًا الوحمة ذاتها. هذه القصة مشابهة لأحد القصص المحكية عن الإسكندر. على الأرجح أن القصة هي مجرد دعاية عن سلوقس، الذي من المحتمل أنه اخترع القصة ليقدم نفسه على أنه الخليفة الطبيعي للإسكندر.
يخبرنا جون ملالاس أنه كان لدى سلوقس شقيقة تدعى ديديميا، وكان لديها أبناء يدعون نيكانور ونيكوميدس. من المرجح أن يكون الأبناء وهميون. يمكن أن تشير كلمة ديديميا إلى عرافة أبولو بالقرب من مدينة ميليتوس. يعتقد أيضًا أن بطليموس (ابن سلوقس) كان في الواقع عم سلوقس.

## نشأته
ولد في مقدونيا لأنطيوخوس أحد القادة العسكريين في جيش الملك فيليبوس الثاني المقدوني، ونشأ في محيط القصر، رافق في شبابه الإسكندر المقدوني في حروبه ضد الإمبراطورية الفارسية، وأكثر ماتميز في الحروب عام 326 ق.م. في الهند

## سلوقس كقائد خليفة (ديادوخي)
بعد موت الإسكندر المقدوني في مدينة بابل عام 323 ق.م. لم يحصل سلوقس على حكم إحدى الولايات، ألا أن القادة الخلفاء(Diadochi) الذين اجتمعوا بعد موت الإسكندر المقدوني في اتفاقية تريباراديسيوس (Triparadisus) عند العاصي، سوريا عام 321 ق.م. لتقاسم الإمبراطورية، وكان أن نال سلوقس الأول مقاطعة بابل، لكنه ما لبث أن هرب إلى بطليموس الأول إثر الهجوم الذي شنه القائد أنتيغونوس الأول (Antigonus I Monophthalmus) في العام 316 ق.م. على شرق الهلال الخصيب، لكنه عاد في العام 312 ق.م. وأعلن بداية الحكم السلوقي رسمياً، ومعه ابتدأ مايعرف بالتقويم السلوقي، وتبع ذلك في العام 305 ق.م. بتلقيب نفسه ملكا أسوة بباقي القادة الخلفاء، وجعل من سلوقية دجلة عاصمة لحكمه، وتابع سلسلة من المعارك في شرق الإمبراطورية، وكان أن تخلى بعد صلح عن مناطق قريبة من الهند لصالح دولة ماوريا
شكل أنتيغونوس الأول خطرًا على بقية القادة الخلفاء بمطالبته لنفسه بخلافة الإسكندر المقدوني، وما كان من سلوقوس الأول إلا أن تحالف مع القائد ليسيماخوس وهزماه في معركة إبسوس (Ipsus) في العام 301 ق.م. في فريجيا، وبذلك ضم غرب الهلال الخصيب وطور أنطاكية لتصبح عاصمة ثانية لحكمه، إلا أن ليسيماخوس الذي سيطر على مقدونيا وأصبح مصدر خطر على سلوقس الأول المنصور، مما أدى إلى وقوع معركة بينهما سميت بمعركة كوروبيديوم في (مانيسا حالياً) بالعام 281 ق.م. انتصر فيها سلوقس المنصور، جاعلاً من الدولة السلوقية تضم الجزء الأكبر من إمبراطورية الإسكندر الأكبر

## موته
مات سلوقس الأول المنصور عام 281 ق.م. إثر معركة كوروبيديوم.